# Jean-Michel Frank
Jean-Michel Frank (n. 28 februarie 1895, Paris, Île-de-France, Franța – d. 8 martie 1941, New York City, New York, SUA) a fost un specialist francez în design interior cunoscut pentru interioarele sale minimaliste decorate cu mobilier simplu, dar somptuos confecționat din materiale de lux precum șagrin, mică și marchetărie complicată.

## Viața și cariera
Justin Goodman Frank s-a născut la Paris, ca fiu al bancherului Léon Frank și al soției și verișoarei acestui, Nanette Frank. El a fost văr primar al lui Otto Frank și, prin urmare, unchi de-al doilea al diaristei Anne Frank. 
Începând din 1904 a studiat la Liceul Janson-de-Sailly din Paris. A început cursurile Facultății de Drept în anul 1911, dar în 1915 a primit o dublă lovitură cauzată de moartea pe front a celor doi frați mai mari, Oscar și Georges, în Primul Război Mondial și de sinuciderea tatălui său. În 1928 și-a pierdut mama, care trăia de mai mulți ani într-un azil din Elveția. Din 1920 până în 1925 el a călătorit și a vizitat lumea. În Veneția a întâlnit o societate cosmopolită reunită în jurul lui Stravinski și Diaghilev. Prin 1927, Eugenia Errázuriz i-a dezvăluit frumusețea stilurilor artistice ale secolului al XVIII-lea stiluri și stilul său modern, minimalist estetic, și el i-a devenit discipol. 
Apoi, el a intrat în contact cu un decorator parizian pe nume Adolphe Chanaux cu care a amenajat apartamentul său din Rue de Verneuil. În anii 1930 a lucrat cu studenții Atelierului din Paris, cunoscut acum sub numele de Școala de Artă și Design Parsons din Paris, unde a proiectat celebra Masă Parsons. În 1932, împreună cu Chanaux, el a deschis un magazin pe Rue du Faubourg Saint-Honoré nr. 140. A decorat diferite spații pentru familiile Rockefeller și Guerlain. El a proiectat în 1937 spațiul interior al apartamentului lui Nelson Rockefeller de pe Fifth Avenue din New York. În cursul iernii din 1939-1940, a părăsit Franța și s-a stabilit în Argentina.
În Argentina, Jean-Michel Frank a colaborat cu vechiul său prieten și partener de afaceri Ignacio Pirovano în mai multe proiecte comerciale importante. Jean-Michel Frank a păstrat apartamentul său privat din Buenos Aires la etajul de sus al companiei COMTE, al cărei director artistic era. Această clădire a fost situată la colțul format de Strada Florida cu Bulevardul Marcelo T. De Alvear. El a vizitat, de asemenea, mulți clienți celebri din Buenos Aires, inclusiv familia Born, al cărei conac din suburbiile de nord ale orașului Buenos Aires rămâne cel mai important proiect. Întreaga colecție este încă intactă și exact în modul în care a conceput-o Jean-Michel Frank. Cărțile publicate recent, aduc mai multă lumină asupra lui activității lui Frank în cadrul companiei Comte din Argentina.
În 1941, Frank a făcut o excursie la New York. Copleșit puternic de depresie, el s-a sinucis, aruncându-se de la fereastra unui apartament din Manhattan, lăsându-și toate bunurile personale în apartamentul său din Buenos Aires.
O colecție unică de mobilier de casă proiectat de Frank pentru Hermès în 1924 este considerat un set clasic de decorațiuni interioare minimaliste. Modele iconice, inclusiv un scaun de club din piele de oaie și o masă de toaletă acoperită cu pergament – are o popularitate ridicată și Hermès a relansat multe dintre aceste obiecte cu mare fast la începutul anului 2011.
Jean-Michel Frank este recunoscut astăzi de către designeri de renume din întreaga lume ca una dintre cele mai mari surse de inspirație pentru multe modele actuale. Piesele sale sunt foarte căutate de către colecționari importanți din întreaga lume. Multe dintre casele de licitație pun în vânzare piesele sale și prețurile ajung adesea la 200.000 de euro. O importantă expoziție a fost amenajată spre sfârșitul anului 2010 într-o galerie importantă din zona SoHo a metropolei New York. Această expoziție a subliniat activitatea desfășurată de Frank în cadrul companiei Comte din Argentina.

## Legături externe
- Scurtă biografie
- Frank în Argentina Arhivat în 13 ianuarie 2012, la Wayback Machine.
- Casa Comte și Jean-Michel Frank Arhivat în 3 martie 2016, la Wayback Machine.